# Roberto Gavaldón
Roberto Gavaldón (Jiménez, Chihuahua; 7 de junio de 1909 - Ciudad de México; 4 de septiembre de 1986) fue un director de cine mexicano.

## Carrera
Gavaldón fue uno de los principales cineastas de la Época de Oro del cine mexicano (1936-1959). Antes de pasar a la dirección, el joven y apuesto Roberto participó como actor en algunas cintas, entre ellas la primera que realizó, Cielito lindo, codirigida por Roberto O'Quigley (seudónimo del canadiense Robert Quigley). De hecho, sus cinco primeras películas fueron codirecciones, incluyendo una adaptación de la novela de Alejandro Dumas: El conde de Montecristo (1942, codirigida con Chano Urueta)  y el clásico El baisano Jalil, protagonizada y codirigida por el comediante Joaquín Pardavé.

## La Barracay reconocimiento nacional
Cuando dirigió en solitario su sexta película, La barraca (1945, una adaptación de la novela de Vicente Blasco Ibáñez) confirmó su nombre como un buen realizador y el filme obtuvo el Premio Ariel en diez categorías, que incluyeron Mejor película del año y Mejor dirección. Ingresaba a la élite cinematográfica mexicana.
A partir de entonces Gavaldón fue reconocido, junto a Emilio Fernández, Julio Bracho, Alejandro Galindo, Ismael Rodríguez y Chano Urueta, entre los más respetados cineastas de México. A La barraca le siguieron en 1946 El socio, drama en el mundo de los negocios, con el actor argentino Hugo del Carril, y La otra, melodrama interpretado por Dolores del Río, que sería rehecho dieciocho años después como Dead Ringer, con Bette Davis. Al año siguiente obtuvo otro éxito, al dirigir a Arturo de Córdova y María Félix en el relato de pasión carnal, La diosa arrodillada. En 1950, firmó con Quigley y José Revueltas el guion de uno de sus mejores filmes, Rosauro Castro, drama rural en torno a un despiadado terrateniente, que produjeron el protagonista Pedro Armendáriz y Gavaldón.

## Ganador de los premios Ariel
En 1951 y 1954 volvió a ganar los premios Ariel, ocho cada vez, incluyendo los de Mejor filme y dirección, respectivamente por otro drama pasional, En la palma de tu mano y luego por el melodrama psicologista El niño y la niebla. Igualmente efectivos y de firme ejecución son el melodrama Deseada (1951), con guion de Eduardo Marquina e interpretado por Dolores del Río, ambientado en zona maya, en Chichén-Itzá; en 1952, la cinta sobre corrupción en el mundo deportivo La noche avanza y el drama socio-rural El rebozo de Soledad, ganador también de ocho premios Ariel; en 1953 la versión fílmica del drama de Alejandro Casona Las tres perfectas casadas; Camelia (1954), nuevo vehículo para el lucimiento de María Félix como la heroína de Alejandro Dumas, y ese mismo año el intenso drama erótico Sombra verde, con Ricardo Montalbán y la bella Ariadne Welter, filmada en  Papantla y El Tajín, en el estado de Veracruz. 
En 1960 Gavaldón estrenó Macario, obra del género fantástico basada en el cuento El tercer invitado de B. Traven, que algunos especialistas consideran su mejor película y que tuvo la distinción de ser la primera película mexicana en ser nominada al Óscar a Mejor filme extranjero, además de ganar la medalla a mejor filme hispanoamericano por el Círculo de Escritores Cinematográficos de España. En 1961 realizó el controversial y polémico drama sobre la nacionalización del petróleo en México, Rosa Blanca, que fue censurado por el gobierno de turno en México. En 1962 fue lanzado el drama Días de otoño, que ganó el premio a Mejor fotografía para el maestro Gabriel Figueroa en el Festival de Panamá; y en 1964, El gallo de oro, adaptación del cuento homónimo de Juan Rulfo, que obtuvo el premio Diosa de Plata a Mejor filme, otorgado por la Prensa Cinematográfica de México.
Gavaldón también dirigió coproducciones entre México y estudios norteamericanos, rodadas en inglés:  en 1948 Adventures of Casanova (Casanova aventurero) con Arturo de Córdova como el seductor; y para los estudios Walt Disney, The Littlest Outlaw (El pequeño forajido) en 1955.
Muchos actores ganaron premios de interpretación en diversas categorías bajo la dirección del cineasta. En la entrega de los premios Ariel de 1946, Domingo Soler (actor) y José Baviera (coactor) ganaron por La barraca; y Beatriz Ramos (actriz revelación) por El socio; en 1952 Arturo de Córdova (actor) se alzaría con el galardón por En la palma de tu mano; en 1953, Stella Inda (actriz), Pedro Armendáriz (actor), Carlos López Moctezuma (coactuación masculina), Rosaura Revueltas (coactuación femenina) y Jaime Fernández (actuación juvenil) ganaron todos el Ariel por El rebozo de Soledad; en la ceremonia de 1954, Arturo de Córdova (actor) y José Elías Moreno (coactor) ganaron el Ariel por Las tres perfectas casadas; y Dolores del Río (actriz) y Alejandro Ciangherotti Jr.  (actor infantil) por El niño y la niebla. En la premiación de 1955 y 1956, respectivamente, ganaron el Ariel Jorge Martínez de Hoyos (coactor) por Sombra verde, y Pepito Romay (actor infantil) por Después de la tormenta. Cuando la entrega del Ariel se suspendió por trece años, Ignacio López Tarso fue premiado en 1960 como mejor actor por Macario en el Festival de Cine de San Francisco; y Pina Pellicer como mejor actriz por Días de otoño en el Festival de Cine de Mar del Plata de 1964. Al reactivarse la entrega del premio Ariel en 1972, López Tarso (actor) ganó por el filme Rosa Blanca, que finalmente se estrenó después de once años de censura. Tuvo la fortuna de vivir para verla.
El maestro continuó hasta su retiro, dirigiendo incluso a Cantinflas (en Don Quijote cabalga de nuevo), a las "reinas del melodrama" Libertad Lamarque y Amparo Rivelles, o a nuevos talentos, en intentos por adaptarse a la nueva moral de fines de siglo en México, con resultados medianos, aunque no faltan quienes hallan méritos en su última película, Cuando tejen las arañas (1977), con la actriz Alma Muriel como una muchacha sexualmente reprimida.

## La Rosa Blanca: antecedentes y el por qué de su censura
En 1961, durante el mandato presidencial de Adolfo López Mateos el equipo creativo conformado por Roberto Gavaldón y Bruno Traven (autor de Macario, Canasta de cuentos mexicanos, y otras obras costumbristas), decidió hacer una polémica cinta basada en una novela del propio Traven, La Rosa Blanca. Adaptada al cine por Emilio Carballido y el propio Gavaldón, no quisieron errarle al éxito y de nuevo llamaron al extraordinario actor Ignacio López Tarso para filmar esta historia situada unos años antes, y justo en uno de los momentos históricos más importantes de México: la Expropiación del Petróleo de 1938. La Rosa Blanca corrió la misma suerte (es decir, una censura voraz) que otras películas que mostraban la parte de nuestra realidad y tocaban fibras sensibles a nivel político -y ésta en particular- que enseñaba cómo las compañías petroleras explotaban a los pequeños propietarios en México, con la "ley en la mano" confabulada por políticos corruptos de esa época. Por esta razón la película permaneció "enlatada" (término utilizado en México equivalente a censura) y sería estrenada en 1972 cuando Rodolfo Echeverría Álvarez, titular de RTC, levantó la censura.

## Muerte
En 1986, cuatro días después de su muerte, la Academia Mexicana de Artes y Ciencias Cinematográficas (AMACC) le otorgó a Roberto Gavaldón la Medalla Salvador Toscano en reconocimiento a su valiosa obra fílmica.

## Filmografía selecta
- Cuando tejen las arañas (1977)
- La playa vacía (1977)
- Las cenizas del diputado (1976)
- El hombre de los hongos (1976)
- Don Quijote cabalga de nuevo (1973)
- Doña Macabra (1971)
- La vida inútil de Pito Pérez (1970)
- Figuras de arena (1969)
- El gallo de oro (1964)
- Días de otoño (1962)
- Rosa Blanca (1961)
- El siete de copas (1960)
- Macario (1960)
- Flor de mayo (1959)
- Miércoles de Ceniza (1958)
- La escondida (1956)
- Después de la tormenta (1955)
- The Littlest Outlaw (1955)
- Camelia (1954)
- De carne somos (1954)
- Sombra verde (1954)
- El niño y la niebla (1953)
- Las tres perfectas casadas (1953)
- El rebozo de Soledad (1952)
- La noche avanza (1952)
- Deseada (1951)
- Mi vida por la tuya (1951)
- En la palma de tu mano (1951)
- La rebelión de los esclavos (1950)
- Rosauro Castro (1950)
- La casa chica (1950)
- Han matado a Tongolele (1948)
- Adventures of Casanova (1948)
- La vida íntima de Marco Antonio y Cleopatra (1947)
- La diosa arrodillada (1947)
- La otra (1946)
- El socio (1946)
- La barraca (1945)
- El conde de Montecristo (1942)
- El baisano Jalil (1942)
- Cielito Lindo (1936)

## Premios y distinciones
Premios Óscar
| Año  | Categoría                          | Película | Resultado |
| ---- | ---------------------------------- | -------- | --------- |
| 1961 | Mejor película de habla no inglesa | Macario  | Nominado  |

- Medalla Salvador Toscano al Mérito Cinematográfico, 1986.